# I-League 2014-15
I-League 2014–15 (hay Hero I-League vì lý do tài trợ) là mùa giải thứ 8 của I-League, giải bóng đá dành cho các câu lạc bộ Ấn Độ, kể từ khi thành lập năm 2007. Mùa giải bắt đầu ngày 17 tháng 1 năm 2015, sau khi Federation Cup chấm dứt và kết thúc ngày 31 tháng 5 năm 2015 với trận đấu quyết định danh hiệu giữa đương kim vô địch Bengaluru FC và Mohun Bagan. Mohun Bagan khi bàn thắng gỡ hòa những phút cuối để dành chức vô địch với việc hơn 2 điểm. Đây là danh hiệu I-League đầu tiên của đội và là danh hiệu quốc gia thứ 4 

### Sân vận động và địa điểm
Ghi chú: Bảng liệt kê câu lạc bộ theo thứ tự bảng chữ cái.
| Đội bóng        | Sân vận động                  | Sức chứa |
| --------------- | ----------------------------- | -------- |
| Bengaluru FC    | Sân vận động Sree Kanteerava  | 24,000   |
| Bharat FC       | Balewadi Sports Complex       | 22,000   |
| Dempo           | Sân vận động Fatorda          | 19,800   |
| East Bengal     | Sân vận động Salt Lake        | 68,000   |
| Mohun Bagan     | Sân vận động Salt Lake        | 68,000   |
| Mumbai          | Cooperage Ground              | 5,000    |
| Pune            | Balewadi Sports Complex       | 22,000   |
| Royal Wahingdoh | Sân vận động Jawaharlal Nehru | 30,000   |
| Salgaocar       | Sân vận động Fatorda          | 19,800   |
| Shillong Lajong | Sân vận động Jawaharlal Nehru | 30,000   |
| Sporting Goa    | Sân vận động Fatorda          | 19,800   |

### Nhân sự và trang phục thi đấu
Ghi chú: Flags indicate national team as has been defined under FIFA eligibility rules. Players may hold more than one non-FIFA nationality.
| Đội bóng        | Huấn luyện viên trưởng | Đội trưởng       | Nhà tài trợ chính |
| --------------- | ---------------------- | ---------------- | ----------------- |
| Bengaluru FC    | Ashley Westwood        | Sunil Chhetri    | JSW Group         |
| Bharat FC       | Stuart Watkiss         | Gouramangi Singh | Kalyani Group     |
| Dempo           | Trevor Morgan          | Calum Angus      | Dempo             |
| East Bengal     | Eelco Schattorie       | Harmanjot Khabra | Kingfisher        |
| Mohun Bagan     | Sanjoy Sen             | Shilton Pal      | McDowell's No.1   |
| Mumbai          | Khalid Jamil           | Climax Lawrence  | Playwin           |
| Pune            | Karim Bencherifa       | Anas Edathodika  | Peninsula         |
| Royal Wahingdoh | Santosh Kashyap        | Lalchhawnkima    | Imperial Blue     |
| Salgaocar       | Derrick Pereira        | Karanjit Singh   | Salgaocar         |
| Shillong Lajong | Thangboi Singto        | Son Min-chol     | Gionee            |
| Sporting Goa    | Mateus Costa           | Anthony Wolfe    | Models            |

### Thay đổi huấn luyện viên
| Đội bóng        | Huấn luyện viên đi    | Hình thức đi   | Ngày trống           | Vị trí trong bảng xếp hạng | Huấn luyện viên đến   | Ngày bổ nhiệm        |
| --------------- | --------------------- | -------------- | -------------------- | -------------------------- | --------------------- | -------------------- |
| Mohun Bagan     | Karim Bencherifa      | Sa thải        | 29 tháng 4 năm 2014  | Trước mùa giải             | Sankarlal Chakraborty | 27 tháng 7 năm 2014  |
| Pune            | Mike Snoei            | Sa thải        | 30 tháng 5 năm 2014  | Trước mùa giải             | Karim Bencherifa      | 10 tháng 6 năm 2014  |
| Royal Wahingdoh | Nandakumar Singh      | Không rõ       | 25 tháng 10 năm 2014 | Trước mùa giải             | Santosh Kashyap       | 25 tháng 10 năm 2014 |
| Bharat FC       | New team              | New team       | New team             | Trước mùa giải             | Stuart Watkiss        | 4 tháng 11 năm 2014  |
| Sporting Goa    | Óscar Bruzón          | Mutual Consent | 4 tháng 12 năm 2014  | Trước mùa giải             | Mateus Costa          | Không rõ             |
| Mohun Bagan     | Sankarlal Chakraborty | Không rõ       | 8 tháng 12 năm 2014  | Trước mùa giải             | Sanjoy Sen            | 8 tháng 12 năm 2014  |
| East Bengal     | Armando Colaco        | Sa thải        | 19 tháng 2 năm 2015  | 4th                        | Eelco Schattorie      | 19 tháng 2 năm 2015  |
| Dempo           | Arthur Papas          | Mutual Consent | 2 tháng 3 năm 2015   | 8th                        | Trevor Morgan         | 3 tháng 3 năm 2015   |

### Cầu thủ nước ngoài
Số cầu thủ nước ngoài trong mỗi đội tối đa là 4 cầu thủ, trong đó một cầu thủ ở quốc gia thuộc AFC và một cầu thủ marquee. Một đội bóng có thể dùng tối đa 4 cầu thủ nước ngoài trên sân nhưng trong đó phải có ít nhất một cầu thủ ở quốc gia thuộc AFC.
| Câu lạc bộ      | Cầu thủ 1         | Cầu thủ 2         | Cầu thủ 3        | Cầu thủ AFC      |
| --------------- | ----------------- | ----------------- | ---------------- | ---------------- |
| Bengaluru FC    | John Johnson      | Josh Walker       | Curtis Osano     | Sean Rooney      |
| Bharat FC       | Romuald Boco      | Bobby Hassell     | Kris Bright      | Omar Jarun       |
| Dempo           | Zohib Islam Amiri | Carlos Hernández  | Calum Angus      | Tolgay Özbey     |
| East Bengal     | Leo Bertos        | Ranti Martins     | Dudu Omagbemi    | Milan Susak      |
| Mohun Bagan     | Pierre Boya       | Sony Norde        | Bello Razaq      | Katsumi Yusa     |
| Mumbai          | Josimar           | Chika Wali        |                  | Taisuke Matsugae |
| Pune            | Luciano Sabrosa   | Darko Nikač       | Edgar Marcelino  | Ryuji Sueoka     |
| Royal Wahingdoh | Bekay Bewar       | Loveday Enyinnaya | Densill Theobald | Kim Seng-yong    |
| Salgaocar       | Douhou Pierre     | Darryl Duffy      | Francis Kasonde  | Khaled Baleid    |
| Shillong Lajong | Uilliams          | Penn Orji         | Cornell Glen     | Son Min-chol     |
| Sporting Goa    | Odafa Okolie      | Miguel Garcia     | Anthony Wolfe    | Mahmoud Amnah    |

## Bảng xếp hạng
Bản mẫu:I-League 2014–15 table

## Kết quả
| Nhà \ Khách[1]  | BFC | KBFC | DEM | EB  | MB  | MUM | PFC | RWFC | SFC | SLFC | SCG |
| Bengaluru FC    |     | 1–0  | 0–0 | 3–0 | 1–1 | 1–1 | 1–3 | 3–3  | 3–1 | 2–0  | 4–1 |
| Bharat FC       | 0–2 |      | 0–0 | 0–3 | 1–0 | 0–2 | 1–0 | 1–2  | 2–0 | 1–1  | 1–0 |
| Dempo           | 1–1 | 0–0  |     | 1–5 | 1–1 | 0–0 | 1–2 | 3–2  | 0–0 | 0–2  | 3–0 |
| East Bengal     | 1–0 | 1–1  | 3–1 |     | 1–1 | 1–1 | 1–2 | 2–0  | 1–0 | 2–1  | 2–2 |
| Mohun Bagan     | 4–1 | 2–0  | 2–0 | 1–0 |     | 3–1 | 1–0 | 2–0  | 3–1 | 0–0  | 2–0 |
| Mumbai          | 1–1 | 2–1  | 0–1 | 2–1 | 1–1 |     | 1–1 | 2–1  | 3–0 | 0–6  | 0–0 |
| Pune            | 0–2 | 1–1  | 0–0 | 2–3 | 0–2 | 3–2 |     | 1–0  | 1–0 | 5–2  | 1–1 |
| Royal Wahingdoh | 0–4 | 1–1  | 1–1 | 1–0 | 3–2 | 1–1 | 2–0 |      | 4–2 | 1–1  | 2–0 |
| Salgaocar       | 0–1 | 5–1  | 2–0 | 3–1 | 0–0 | 3–1 | 1–1 | 0–1  |     | 2–1  | 0–2 |
| Shillong Lajong | 1–1 | 3–1  | 3–0 | 5–1 | 3–4 | 1–0 | 0–1 | 1–2  | 1–3 |      | 1–2 |
| Sporting Goa    | 1–3 | 2–0  | 2–2 | 1–1 | 2–1 | 1–1 | 4–0 | 0–0  | 0–2 | 1–1  |     |

Cập nhật lần cuối: 31 tháng 5 năm 2015.
Nguồn: Soccerway
1 ^ Đội chủ nhà được liệt kê ở cột bên tay trái.
Màu sắc: Xanh = Chủ nhà thắng; Vàng = Hòa; Đỏ = Đội khách thắng.
a nghĩa là có bài viết về trận đấu đó.

## Thống kê mùa giải
Tính đến 31 tháng 5 năm 2015 

### Ghi bàn
| Thứ hạng | Cầu thủ             | Đội bóng        | Bàn thắng |
| -------- | ------------------- | --------------- | --------- |
| 1        | Ranti Martins       | East Bengal     | 17        |
| 2        | Cornell Glen        | Shillong Lajong | 16        |
| 3        | Sony Norde          | Mohun Bagan     | 9         |
| 3        | Dudu Omagbemi       | East Bengal     | 9         |
| 5        | Josimar             | Mumbai          | 8         |
| 5        | Odafe Onyeka Okolie | Sporting Goa    | 8         |
| 7        | Darryl Duffy        | Salgaocar       | 7         |
| 7        | Thongkhosiem Haokip | Pune            | 7         |
| 7        | Uilliams            | Shillong Lajong | 7         |
| 7        | Katsumi Yusa        | Mohun Bagan     | 7         |

| Thứ hạng | Cầu thủ             | Đội bóng        | Bàn thắng |
| -------- | ------------------- | --------------- | --------- |
| 1        | Thongkhosiem Haokip | Pune            | 7         |
| 2        | Eugeneson Lyngdoh   | Bengaluru FC    | 6         |
| 2        | Balwant Singh       | Mohun Bagan     | 6         |
| 2        | Robin Singh         | Bengaluru FC    | 6         |
| 2        | Satiyasen Singh     | Royal Wahingdoh | 6         |
| 6        | Jackichand Singh    | Royal Wahingdoh | 5         |
| 6        | Thoi Singh          | Bengaluru FC    | 5         |
| 8        | Bikash Jairu        | Salgaocar       | 4         |

#### Hat-trick
| Cầu thủ             | Đội bóng        | Đối thủ         | Kết quả | Ngày                |
| ------------------- | --------------- | --------------- | ------- | ------------------- |
| Thongkhosiem Haokip | Pune            | Shillong Lajong | 5–2     | 29 tháng 1 năm 2015 |
| Ranti Martins 5     | East Bengal     | Dempo           | 5–1     | 1 tháng 3 năm 2015  |
| Satiyasen Singh     | Royal Wahingdoh | Salgaocar       | 4–2     | 3 tháng 5 năm 2015  |
| Odafe Onyeka Okolie | Sporting Goa    | Pune            | 4–0     | 30 tháng 5 năm 2015 |
| Cornell Glen        | Shillong Lajong | East Bengal     | 5–1     | 30 tháng 5 năm 2015 |

5 Player scored 5 bàn

### Kỷ luật
- Most yellow cards (7)[19]
  - Dharmaraj Ravanan (Bharat FC)
  - Robin Singh (Bengaluru FC)
- Most red cards (2)[19]
  - Dhanpal Ganesh (Pune)
- Worst disciplinary record (2 red cards & 5 yellow cards)
  - Dhanpal Ganesh (Pune)

### Fair play
Giải Fair Play được đánh giá dựa vào mẫu đánh giá FIFA Fair Play. East Bengal dẫn đầu bảng xếp hạng Fair Play.
| Thứ hạng | Đội bóng        | Số trận | Tổng số điểm |
| -------- | --------------- | ------- | ------------ |
| 1        | East Bengal     | 20      | 1451.1       |
| 2        | Royal Wahingdoh | 20      | 1450.0       |
| 3        | Pune            | 20      | 1438.6       |
| 4        | Salgaocar       | 20      | 1427.5       |
| 5        | Bharat FC       | 20      | 1415.0       |
| 6        | Mumbai          | 20      | 1394.3       |
| 7        | Shillong Lajong | 20      | 1377.5       |
| 8        | Bengaluru FC    | 20      | 1367.9       |
| 9        | Dempo           | 20      | 1342.5       |
| 10       | Mohun Bagan     | 20      | 1337.9       |
| 10       | Sporting Goa    | 20      | 1337.9       |

## Giải thưởng

### Giải thưởng AIFF
Liên đoàn bóng đá Ấn Độ trao các giải thưởng sau ở I-League.
- Cầu thủ xuất sắc nhất I-League: Jackichand Singh (Royal Wahingdoh)
- Thủ môn xuất sắc nhất I-League: Debjit Majumder (Mohun Bagan)
- Hậu vệ xuất sắc nhất I-League: Bello Razaq (Mohun Bagan)
- Tiền vệ xuất sắc nhất I-League: Eugeneson Lyngdoh (Bengaluru FC)
- Tiền đạo xuất sắc nhất I-League: Ranti Martins (East Bengal)
- Huấn luyện viên xuất sắc nhất I-League: Sanjoy Sen (Mohun Bagan)